# 6056 Donatello
6056 Donatello è un asteroide della fascia principale. Scoperto nel 1977, presenta un'orbita caratterizzata da un semiasse maggiore pari a 2,7133493 UA e da un'eccentricità di 0,2239806, inclinata di 3,17854° rispetto all'eclittica.